# فرودگاه موستیک
فرودگاه موستیک (به انگلیسی: Mustique Airport) یک فرودگاه همگانی با کد یاتا MQS است که یک باند فرود آسفالت دارد و طول باند آن ۹۹۲ متر است. این فرودگاه در کشور سنت وینسنت و گرنادین‌ها قرار دارد.

## شرکت‌های هواپیمایی و مقصدهای پروازی
| شرکت‌های هواپیمایی | مقصدهای پروازی                  |
| ----------------- | ------------------------------- |
| موستیک ایرویز     | گرانتلی ادمز                    |
| اس‌وی‌جی ایر        | گرانتلی ادمز، جی‌اف میچل، آرگایل |